# Lycomorpha erythrophora
Lycomorpha erythrophora är en fjärilsart som beskrevs av Druce. Lycomorpha erythrophora ingår i släktet Lycomorpha och familjen björnspinnare. Inga underarter finns listade i Catalogue of Life.